# 虎坊路
虎坊路是位于北京市西城区东南部的一条道路。

## 简介
虎坊路南至南横东街、北纬路交口处，北至骡马市大街、珠市口西大街交口处，向北连接南新华街。虎坊路北口的地名为“虎坊桥”。
明朝时，在后来的北京外城的范围内设虎房，饲养老虎。嘉靖三十二年（1553年）增筑北京外城时，在虎房东侧一条南北走向的明沟上建了座通向虎房的桥梁“虎房桥”，清朝谐音称为“虎坊桥”。中华民国初年，将虎房旁边的明沟改成暗沟，辟为道路“虎坊路”。后来该地区建成居民小区，因靠近虎坊路而得名“虎坊里”。

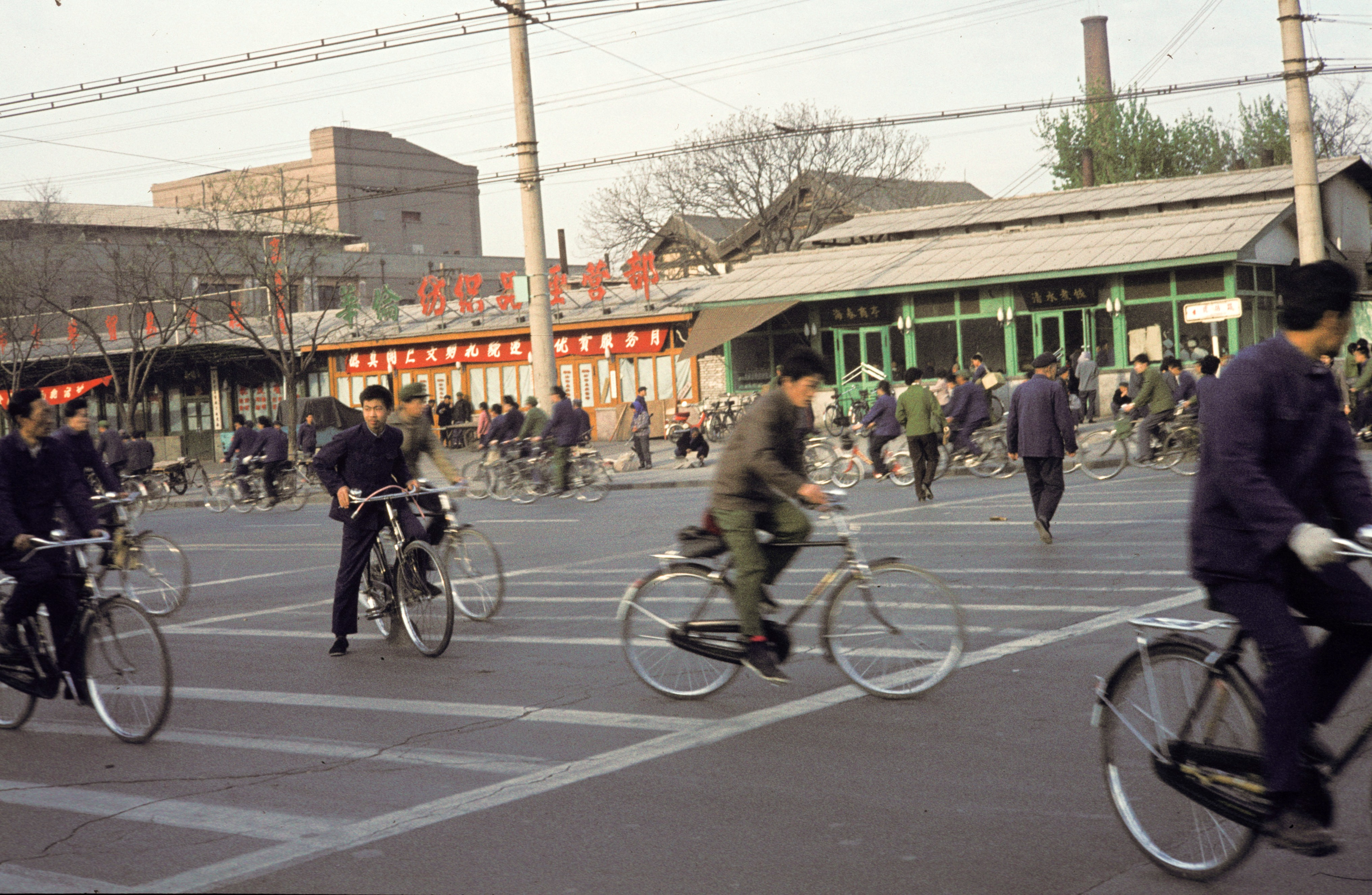
1982年的虎坊路北口西侧，远处的老房子即北京湖广会馆大戏楼

1993年，虎坊路上开办了宣武职业介绍服务中心（后来更名为虎坊桥人才市场），位于虎坊路7号，地处北京市工人俱乐部南侧。2003年，北京东方汇佳人才服务有限公司接手该市场，打响了市场知名度，使该市场成为北京二环路以内知名的中低端劳务人员市场。每天都有大量人员聚集在市场内外。2016年4月18日，虎坊桥人才市场的产权单位北京市总工会收回了承租公司的办公用房，虎坊桥人才市场关闭，这是北京二环路以内最后一家关闭的人才市场。原虎坊桥人才市场占用的建筑面积共600平方米，在市场清退后被陶然亭街道办事处租用，计划建成文化活动场所和为老服务场所。
虎坊路北口有北京地铁7号线虎坊桥站。